# Stoniškiai
Stoniškiai (deutsch Stonischken) ist ein Dorf im litauischen Bezirk Tauragė. Der Ort ist Zentrum des Amtsbezirks (Seniūnija) Stoniškiai und gehört zur Gemeinde Pagėgiai.

## Geographische Lage

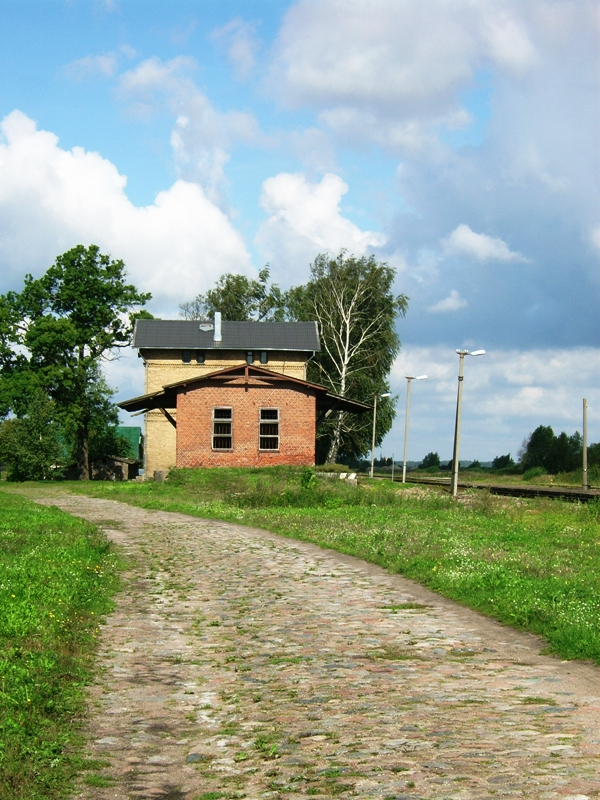
Der Bahnhof von Stoniškiai

Stoniškiai liegt im Südwesten Litauens, im ehemaligen Memelland, etwa elf Kilometer nordwestlich des Gemeindesitzes Pagėgiai. Durch das Dorf verläuft die Nationalstraße 141, die Kaunas mit Klaipėda verbindet, sowie die Bahnstrecke Sowetsk–Klaipėda, an welcher Stoniškiai einen Bahnhof hat. Allerdings ist der Personenzugverkehr seit 2011 eingestellt. Zwei Kilometer südöstlich liegt das größere Nachbardorf Rukai.

## Ortsname
Der Name weist auf einen höher gestellten Ortsgründer. Nicht auszuschließen ist eine Person namens Stonis (Stanislaus). Etymologisch naheliegend sind preußisch-litauisch „stoniškas“ = ständisch, „stone“ = der Viehstand im Stalle, „stonia“ = Stallpferd, Kutschpferd.

## Geschichte
Der Ort wurde vor 1785 gegründet und war zunächst ein Schatullgut. Später gesellte sich auch ein erbfreier Ortsteil hinzu. Im Jahr 1893 erfolgte der Zusammenschluss der beiden Landgemeinden Schatull Stonischken und Erbfrei
Stonischken zur Landgemeinde Stonischken, die sich im Amtsbezirk Rucken im (Land)kreis Tilsit befand. Im Jahr 1920 erfolge die Eingliederung in den Landkreis Pogegen (lit. Pagėgių apskritis). Von 1939 bis 1944 waren auch die Nachbarorte Alex-Meschkeit, Kowgirren und Maszeiten nach Stonischken eingemeindet, das sich nun im Landkreis Heydekrug befand.
Nach der Eingliederung in die Litauische Sozialistische Sowjetrepublik im Jahr 1944 war Stoniškiai zunächst in die Gemeinde (lit. valsčius) Rukai im Landkreis Pagėgiai (lit. Pagėgių apskritis) eingegliedert. Im Jahr 1947 wurde der Sitz des Wolosts nach Stoniškiai verlegt. Im Jahr 1950 wurden Wolost und Landkreis aufgelöst und durch Umkreis (lit. apylinkė), dessen Sitz sich (wieder) in Rukai befand, bzw. Rajon ersetzt. Im Jahr 1954 wanderte der Sitz des Umkreises (wieder) nach Stoniškiai. Seit 1962 befand sich der Umkreis im Rajon Šilutė. Ende der 1980er Jahre wurde der Sitz des Umkreises wieder nach Rukai verlegt. Im Jahr 1995 wurde der Amtsbezirk (lit. Seniūnija) Stoniškiai gegründet, der sich seit 1999 in der Gemeinde Pagėgiai befindet. Als Sitz eines Amtsbezirks bekam Stoniškiai im Jahr 2006 ein Wappen.

### Einwohnerentwicklung
| Jahr | Einwohner | Bemerkungen                                                   |
| ---- | --------- | ------------------------------------------------------------- |
| 1818 | 10        |                                                               |
| 1871 | 88        | Schatull Stonischken und Erbfrei Stonischken                  |
| 1910 | 144       |                                                               |
| 1925 | 168       |                                                               |
| 1939 | 469       | (Offenbar) einschließlich der eingemeindeten umliegenden Orte |
| 1970 | 301       |                                                               |
| 1987 | 268       |                                                               |
| 2001 | 228       |                                                               |
| 2011 | 178       |                                                               |

## Wirtschaft
Bei Stoniškiai wurde bis 1994 Pläner aus der Kreidezeit abgebaut.

## Schule
In Stoniškiai befindet sich eine Hauptschule.

## Amtsbezirk Stoniškiai

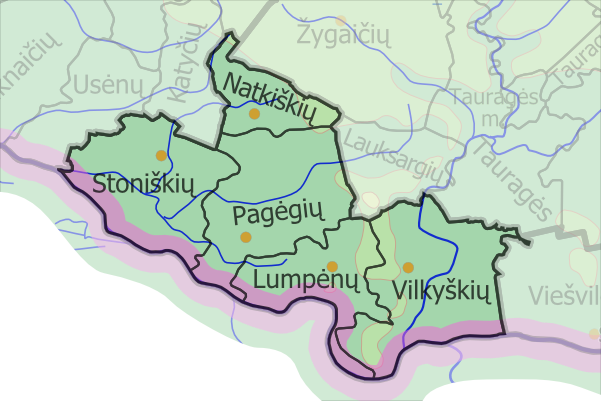
Die Lage des Amtsbezirks Stoniškiai im Westen der Gemeinde Pagėgiai

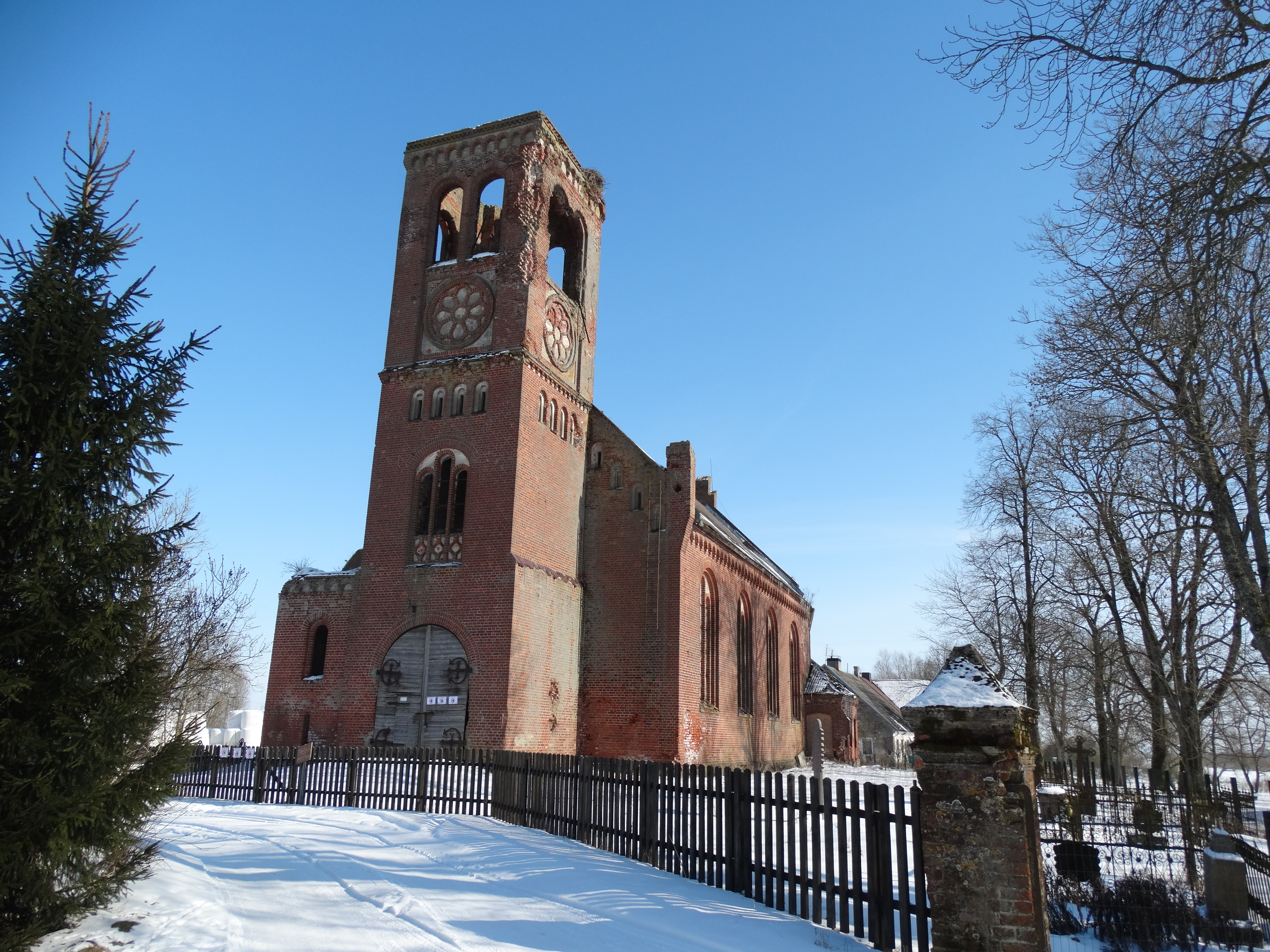
Ruine der evangelisch-lutherischen Kirche in Plaškiai (Plaschken), errichtet 1897-1900

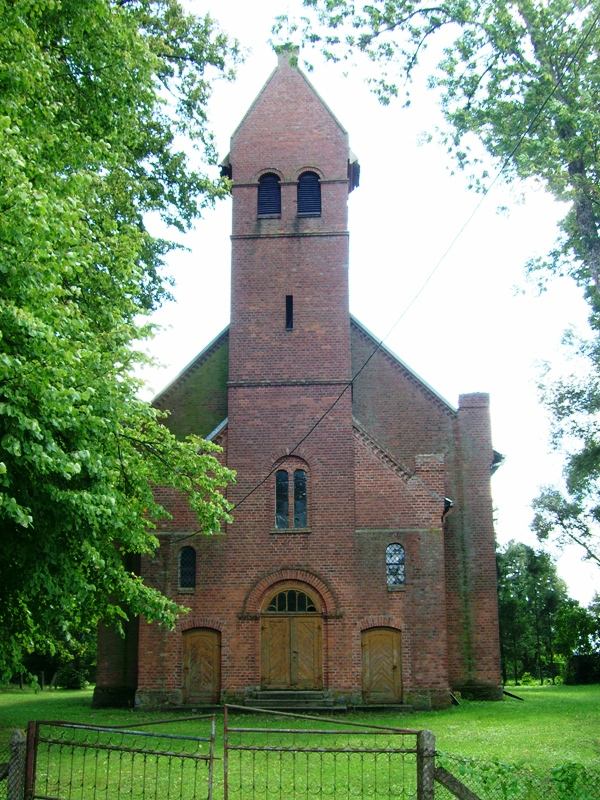
Evangelische Kirche in Rukai (Rucken), geweiht am 11. Juli 1886

Seit 1995 besteht die Stoniškių seniūnija, die bis 1999 zur Rajongemeinde Šilutė gehörte und seither der Gemeinde Pagėgiai zugeordnet ist. Im Amtsbezirk sind 25 Dörfer mit insgesamt 2.019 Einwohnern auf einer Fläche von 134 km² zusammengeschlossen (Stand 2011). Der Amtsbezirk ist seit 2009 in die beiden Unterbezirke (lit. Seniūnaitija) Stoniškių seniūnaitija und Šilgalių seniūnaitija eingeteilt. Zum Amtsbezirk gehören:
| Ortsname     | deutscher Name      | Unterbezirk |  | Ortsname      | deutscher Name  | Unterbezirk |
| ------------ | ------------------- | ----------- |  | ------------- | --------------- | ----------- |
| Aleknai      | Alex-Meschkeit      | Stoniškiai  |  | Peleniai      | Pellehnen       | Šilgaliai   |
| Anužiai      | Annuschen           | Šilgaliai   |  | Plaškiai      | Plaschken       | Stoniškiai  |
| Berštininkai | Bersteningken       | Stoniškiai  |  | Pleinė        |                 | Stoniškiai  |
| Dinkiai      | Dingken             | Stoniškiai  |  | Rėžiai        | Steppon-Rödszen | Stoniškiai  |
| Karceviškiai | Klein Karzewischken | Stoniškiai  |  | Rukai         | Rucken          | Stoniškiai  |
| Kovgiriai    | Kowgirren           | Stoniškiai  |  | Spengiai      | Spingen         | Stoniškiai  |
| Kuciai       | Kutzen              | Šilgaliai   |  | Stoniškiai    | Stonischken     | Stoniškiai  |
| Lazdėnai     | Lasdehnen           | Stoniškiai  |  | Stumbragiriai | Stumbragirren   | Stoniškiai  |
| Mažaičiai    | Maszeiten           | Stoniškiai  |  | Šilgaliai     | Schillgallen    | Šilgaliai   |
| Naujapieviai | Pleine              | Stoniškiai  |  | Šuneliai      | Schunellen      | Stoniškiai  |
| Nausėdai     | Nausseden           | Šilgaliai   |  | Tutliai       | Tutteln         | Stoniškiai  |
| Pageldyniai  | Pageldienen         | Stoniškiai  |  | Vičiai        | Wittschen       | Šilgaliai   |
| Pakamoniai   | Pakamonen           | Stoniškiai  |  |               |                 |             |